# Diplycosia rosea
Diplycosia rosea är en ljungväxtart som beskrevs av Herman Otto Sleumer. Diplycosia rosea ingår i släktet Diplycosia och familjen ljungväxter. Inga underarter finns listade i Catalogue of Life.